# International Association for Mathematics and Computers in Simulation
Die International Association for Mathematics and Computers in Simulation, deutsch „Internationale Vereinigung für Mathematik und Computer in der Simulation“, hat das Ziel, Kommunikationsmittel zwischen Forschern im Bereich der Simulation zu schaffen. Sie hat ihren Sitz in den Vereinigten Staaten und in Belgien, mit Tochtergesellschaften in anderen Ländern. IMACS organisiert Konferenzen und veröffentlicht wissenschaftliche Zeitschriften und Bücher in Zusammenarbeit mit kommerziellen Verlagen.

## IMACS journals
- Applied Numerical Mathematics (Elsevier)[2]
- Mathematics and Computers in Simulation (Elsevier)[3]
- Journal of Theoretical and Computational Acoustics (World Scientific)[4]